# 海关总署驻天津特派员办事处
海关总署驻天津特派员办事处成立于2002年7月10日，是中华人民共和国海关总署设立在天津市的派出机构，该办事处直属海关总署领导。

## 主要职责
海关总署驻天津特派员办事处的主要职责为负责管辖区域内直属海关的执法督查、干部考察、廉政督察和对署管干部进行诫勉谈话等工作。

## 管辖范围
海关总署驻天津特派员办事处的管辖范围包括北京海关、天津海关、石家庄海关、太原海关、呼和浩特海关、满洲里海关、大连海关、沈阳海关、长春海关、郑州海关、哈尔滨海关、兰州海关、银川海关、乌鲁木齐海关、海关总署秦皇岛培训学校。